# Toungoo
Taungoo o Taungoo (també Taung-ngu) és una ciutat a l'extrem nord de la divisió de Bago de Myanmar, situada a 220 km de Yangon, a la vora dreta del riu Sittang, amb serralades tant a l'est com a l'oest. La indústria principal és de productes de silvicultura, com el tec i d'altres fustes extretes de les muntanyes. La població el 1983 era de 65.861 habitants i el 2001 s'estimava en 97.900. Actualment supera àmpliament els cent mil habitants.

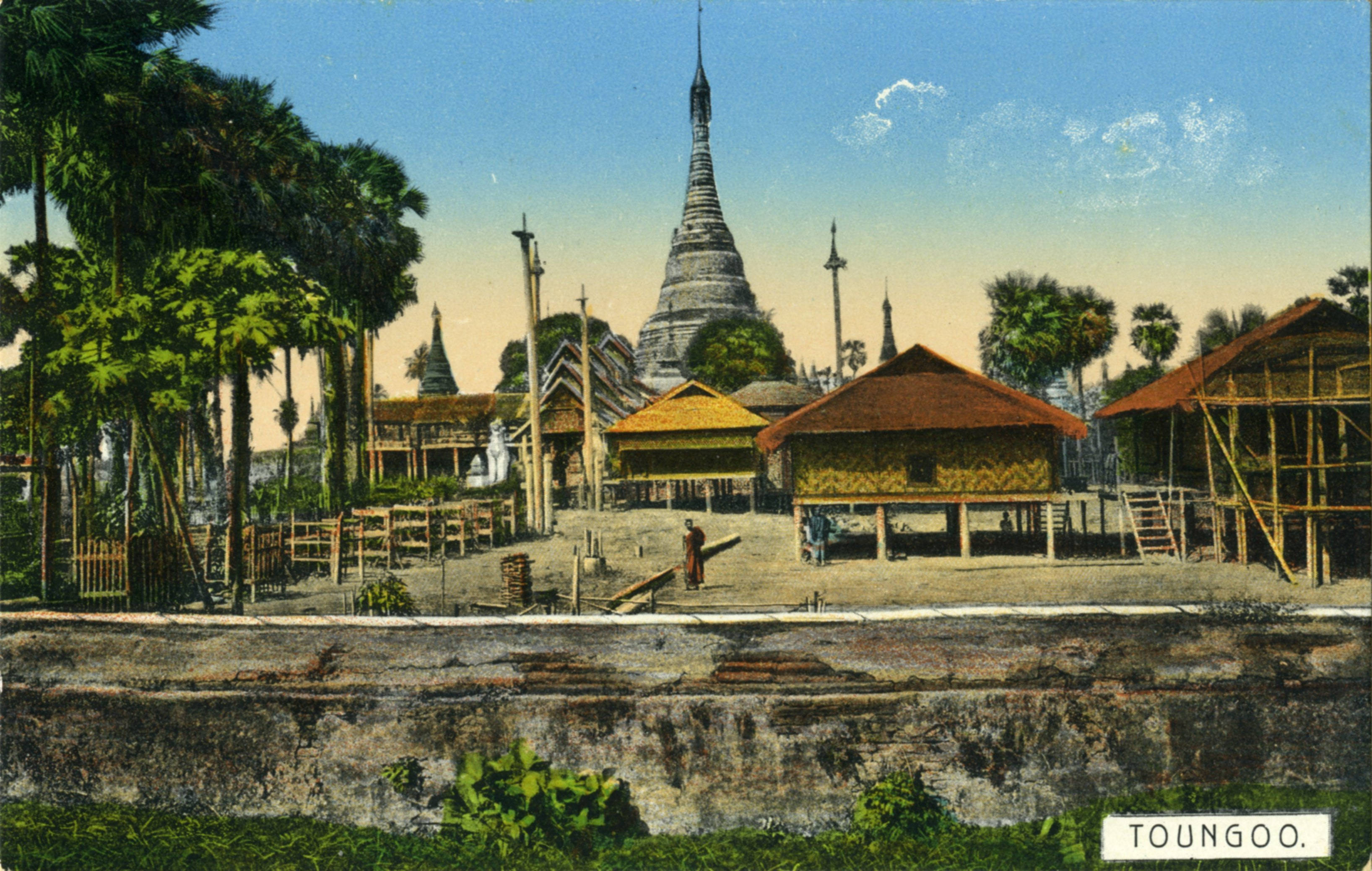
Toungoo

La ciutat fou coneguda inicialment com a Dwa-ya-wa-di, que correspon al modern barri de Myo-gyi, construïda vers el final del segle xv per l'usurpador del tron Minkyinyo o Min-gyi-nyo (1486-1531) que després, el 1510 va fundar Taung-ngu (Toungoo) amb el nom de Ke-tu-ma-ti. Va construir un palau darrere les muralles, del qual es conserven les ruïnes, i unes maresmes van esdevenir llacs ornamentals. Durant la segona Guerra Anglo-birmana (1852-1853) fou ocupada pels britànics procedents de Martaban sense disparar un tret (1853). Els britànic hi van tenir un cantonment (campament militar) fins al 1893. La població el 1872 era de 10.732 habitants, i va passar a 17.199 el 1881 i a 19.232 el 1891 però va baixar a 15.837 el 1901 quan es va suprimir el campament militar. La municipalitat es va formar el 1874.